# Богатирчук Федір Парфенович
Фе́дір Парфе́нович Богатирчу́к (рос. Фёдор Парфеньевич Богатырчук, англ. Fedir Bohatyrchuk, 15 [27] листопада 1892, Київ — 4 вересня 1984, Оттава) — український радянський і канадський шахіст, медик-рентгенолог, політичний діяч.

## Біографія
Навчався в Київському університеті Святого Володимира (медичний факультет). Талант шахіста у Ф. Богатирчука виявився в ранньому віці. 1911 року він став чемпіоном Києва. Під час Першої світової війни перебував на фронті польовим лікарем, а пізніше — у корпусі Українських січових стрільців начальником військово-санітарного поїзда.
Активний учасник спортивного життя в СРСР. Чемпіон України 1937 року. Брав участь у 6 Всесоюзних шахових чемпіонатах: 1923, 1924, 1927, 1931, 1933, 1934. У 1927 році Ф. Богатирчук разом з В. Романовським розділив перемогу в першості СРСР.
Однак після його небажання піддатися у грі Ботвиннику в пресі було розпочато кампанію його цькування.
У 1940 році отримав ступінь доктора медичних наук. Перед німецько-радянською війною завідував рентген-кабінетом Інституту експериментальної біології та патології НКОЗ УРСР.
З початком війни Богатирчук під надуманим приводом (проходження вигаданого курсу щеплень від сказу) уникнув евакуації та залишився в окупованому німцями Києві. «Під час окупації він врятував сотні людей. Це був державний розум. У моїй уяві Керес і Богатирчук — Гулівери. Ці крупні постаті акумулювали національні соки», — згадував Борис Спаський.
Під час німецької окупації був заступником (фактично головою) Українського Червоного Хреста. Ось цитата з публікації:
| Однією з перших ініціатив Червоного Хреста було відкриття бюро з розшуку військовополонених, при тому, ці розшуки проводилися задурно. Окрім того, Червоний Хрест організував збір продовольства з подальшим його розподілом серед злиденних містян і військовополонених, який і став головною причиною конфлікту УЧХ з окупаційною владою. Успіх цих добровільних зборів доводив окупантів до шаленства - свої продрозкладки вони виконували з величезними труднощами, водночас як в коморах УЧХ завжди було повно продуктів. Через кілька місяців Український Червоний Хрест був закритий, а його голова Богатирчук потрапив до гестапо... Німецька таємна поліція виявилася не такою жвавою в фабрикації «справ», як НКВД, і через два тижні професора відпустили за відсутністю складу злочину. |
У жовтні 1943-го влаштуватися на роботу в Інститут експериментальної медицини.
1943 року емігрував до Німеччини. У 1943 році в Берліні познайомився з генералом Власовим. Після переїзду до Чехії входив до складу Української національної ради, як її представник одночасно входив до складу власівського Комітету визволення народів Росії.
Потім переїхав до Канади. Викладав в Оттавському університеті. Був редактором кількох видань ліберальної спрямованості (через що не знайшов спільної мови з більшістю українських емігрантів, які підтримували радикальніші рухи, наприклад ОУН). Видав підручник українською мовою для шахістів початківців «Шахи» та книгу своїх спогадів «Мій життєвий шлях до Власова та Празького маніфесту». Ім'я Богатирчука, подібно іменам інших опозиціонерів радянського тоталітаризму, зникло зі шпальт контрольованої радянської літератури — ні в списках міжнародних майстрів (окрім «Шахматного словаря», 1964), ні в списках радянських майстрів він не згадується аж до 1990 року, коли було видано в Москві енциклопедичний словник «Шахматы».
Учасник Всесвітніх олімпіад з шахів (зіграв за Канаду в 1954 році). У 1949 році посів 2 місце в чемпіонаті Канади, у 1951 році — третє місце. 1954 року отримав звання міжнародного майстра, в 1967  — міжнародного майстра ICCF.
Як вчений, Ф. Богатирчук — неодноразовий учасник міжнародних наукових конференцій з анатомії, рентгенології та геронтології.
1992 року у зв'язку зі 100-річчям Ф. Богатирчука канадська асоціація шахів провела меморіальний турнір.

## Результати виступів

### Чемпіонат СРСР
Федір Богатирчук зіграв у шести чемпіонатах СРСР 104 партії (+48-21=35). За числом перемог ділить 33 місце в списку учасників чемпіонатів СРСР, що для такої кількості виступів є блискучим показником (46,2 % перемог). Чемпіон СРСР 1927 року, ще чотири рази ставав бронзовим призером.
У 1933 році, набравши 10½ з 19 очок, посів 8 місце, проте переміг чемпіона Михайла Ботвинника. Їх загальний рахунок: +3-0=2 на користь Богатирчука.
| Рік           | Місце проведення | Турнір             | Результат | +  | — | = | Місце |
| ------------- | ---------------- | ------------------ | --------- | -- | - | - | ----- |
| Липень 1923   | Петроград        | 2-й чемпіонат СРСР | 7½ з 12   | 6  | 3 | 3 | — 5   |
| Серпень 1924  | Москва           | 3-й чемпіонат СРСР | 11½ з 17  | 9  | 3 | 5 | — 4   |
| Вересень 1927 | Москва           | 5-й чемпіонат СРСР | 14½ з 20  | 10 | 1 | 9 | — 2   |
| Жовтень 1931  | Москва           | 7-й чемпіонат СРСР | 10 з 17   | 7  | 4 | 6 | — 6   |
| Серпень 1933  | Ленінград        | 8-й чемпіонат СРСР | 10½ з 19  | 8  | 6 | 5 | 8     |
| Грудень 1934  | Ленінград        | 9-й чемпіонат СРСР | 11½ з 19  | 8  | 4 | 7 | — 4   |

### Чемпіонат України
Богатирчук узяв участь у трьох чемпіонатах України, де зіграв 44 партії (+25-4=15). Чемпіон України 1937 року, 2 місце — 1924 рік, 3 місце — 1936 рік.
| Рік           | Місце проведення | Турнір                | Результат | +  | — | = | Місце  |
| ------------- | ---------------- | --------------------- | --------- | -- | - | - | ------ |
| квітень 1924  | Київ             | 1-й чемпіонат України | 8½ з 10   | 8  | 1 | 1 | Silver |
| березень 1936 | Київ             | 8-й чемпіонат України | 11½ з 17  | 7  | 1 | 9 | Bronze |
| червень 1937  | Київ             | 9-й чемпіонат України | 12½ з 17  | 10 | 2 | 5 | Gold   |

### Чемпіонат Канади
| Рік          | Місце проведення | Турнір           | Результат | + | — | = | Місце  |
| ------------ | ---------------- | ---------------- | --------- | - | - | - | ------ |
| серпень 1949 | Арвіда, Квебек   | чемпіонат Канади | 7 з 9     | 6 | 1 | 2 | Silver |
| серпень 1951 | Ванкувер         | чемпіонат Канади | 9 з 12    | 8 | 2 | 2 | Bronze |

### Шахова олімпіада
За два місяці до своєї шістдесят другої річниці в 1954 році в Амстердамі Богатирчук вдало зіграв за збірну Канади на 11 всесвітній олімпіаді на 4 шахівниці — 8½ з 14 очок (6 місце на шахівниці). Радянським учасникам спілкуватися з ним категорично забороняли.
| Рік           | Турнір           | Місто     | Збірна | Шахівниця | + | = | − | Результат | % очок | Командне місце | Особисте місце |
| ------------- | ---------------- | --------- | ------ | --------- | - | - | - | --------- | ------ | -------------- | -------------- |
| вересень 1954 | шахова олімпіада | Амстердам | Канада | 4         | 7 | 3 | 5 | 8½ з 15   | 56,7   | 14             | 6              |